# Maaike Head
Maaike Head (Amsterdam, 11 september 1983) is een Nederlandse voormalig roeister en langebaanschaatsster uit het Limburgse Meerssen. Ze won in 2016 de olympische titel op de Zomerspelen in Rio de Janeiro in de lichte dubbel-twee met Ilse Paulis.

## Schaatsen
Head begon haar carrière als langebaanschaatsster. Op de WK junioren 2003 in Kushiro (Japan) won ze samen met Mariska Huisman en Jorien Voorhuis goud op de ploegenachtervolging. Op de NK allround 2004 werd ze gediskwalificeerd op de 3000 meter en op de NK allround 2005 werd ze dertiende. Ook deed ze twee keer mee aan de NK afstanden. Het baanrecord op de 5000 meter van Glanerbrook in Geleen (8.08,11) staat nog op haar naam.

### Persoonlijke records
| Afstand    | Tijd    | Datum            | Baan       |
| ---------- | ------- | ---------------- | ---------- |
| 500 meter  | 41,17   | 18 december 2004 | Heerenveen |
| 1000 meter | 1.23,63 | 19 oktober 2005  | Erfurt     |
| 1500 meter | 2.04,98 | 19 december 2004 | Heerenveen |
| 3000 meter | 4.23,35 | 1 november 2003  | Heerenveen |
| 5000 meter | 8.08,11 | 22 januari 2005  | Geleen     |

### Resultaten
| Jaar | NK Afstanden        | NK Allround             | WK Junioren   |
| ---- | ------------------- | ----------------------- | ------------- |
| 2003 |                     |                         | achtervolging |
| 2004 | 16e 3000m           | DQ2 (12e, DQ, 13e, -)   |               |
| 2005 | 20e 1500m 18e 3000m | NC13 (12e, 17e, 14e, -) |               |

(#, #, #, #) = afstandspositie op allroundtoernooi (500m, 3000m, 1500m, 5000m).
NC13 = niet gekwalificeerd voor de laatste afstand, maar wel als 13e geklasseerd in de eindrangschikking
DQ = diskwalificatie voor bepaalde afstand

## Roeien
Toen Head aan een studie geneeskunde begon stopte ze met schaatsen. Ze ging in 2007 roeien bij studentenroeivereniging ARSR Skadi om toch aan sport te blijven doen, maar groeide in haar nieuwe sport al snel richting de top van Nederland. Op het olympisch kwalificatietoernooi in Luzern (Zwitserland) plaatste Head zich samen met clubgenote Rianne Sigmond voor het roeien op de Olympische Zomerspelen 2012 in de categorie lichte dubbeltwee. In Londen werden ze achtste. In 2013 werd Head in het Zuid-Koreaanse Chungju wereldkampioene op de lichte dubbelvier. Ook in 2014 werd ze wereldkampioene in deze klasse, op de Bosbaan in Amsterdam, in een tijd die goed was voor een wereldrecord: 6:15.95. Met Ilse Paulis behaalde ze op 12 augustus 2016 uiteindelijk olympisch goud op de dubbeltwee.
Tijdens de huldiging op 24 augustus 2016 is zij koninklijk onderscheiden voor haar prestatie door koning Willem Alexander. Ze is benoemd tot Ridder in de Orde van Oranje -Nassau.
Begin 2017 maakte Head bekend te stoppen met het roeien en zich te richten op haar opleiding tot chirurg.

## Palmares

### Lichte skiff
- 2009:  NK
- 2010:  NK
- 2011:  NK

### Lichte dubbel twee
- 2009: 7e Wereldbeker I - 7.25,68
- 2009: 11e Wereldbeker III - 7.27,15
- 2009: 9e WK - 7.05,03
- 2010: 4e Wereldbeker I - 7.20,40
- 2010: 8e Wereldbeker III - 7.10,44
- 2010: 9e EK - 7.21,00
- 2010: 13e WK - 8.10,06
- 2011: 4e Wereldbeker I - 7.04,74
- 2011: 8e Wereldbeker III - 7.12,78
- 2011: 9e WK - 7.10,45
- 2012: 5e Wereldbeker I - 6.58,99
- 2012:  Olympische kwalificatie - 7.08,90
- 2012: 5e Wereldbeker III - 7.30,89
- 2012: 8e Olympische Spelen
- 2016:  EK - 7:40.50
- 2016:  Olympische Spelen (met Ilse Paulis[6]) - 7.04,73

### Lichte dubbelvier
- 2013:  WK
- 2014:  WK